# Bataille de Grozny (1994–1995)
Pour les articles homonymes, voir Bataille de Grozny.
Conflit russo-tchétchène
(Première guerre de Tchétchénie)
Batailles
Batailles d'avant-guerre
- 1re Grozny
- Destruction de l'armée de l'air tchétchène (ru)

1994–1995
- Dolinskoïe
- Khankala
- 2e Grozny
- Bombardement de Chali
- Incident d'Aksaï (ru)
- Crise de Boudionnovsk
- Vedeno
- Bamout
- Massacre de Samachki
- Goudermes

1996
- Crise de Kizliar-Pervomaïskoïe
- Crise des otages de la mer Noire
- 3e Grozny
- Chatoï
- Attentat de Naltchik (ru)
- 4e Grozny

La bataille de Grozny est l'invasion de l'armée russe et la conquête ultérieure de la capitale tchétchène, Grozny, au cours des premiers mois de la première guerre de Tchétchénie. L'affrontement dure de décembre 1994 à mars 1995, entraînant l'occupation militaire de la ville par l'armée russe et rallie la majeure partie de la nation tchétchène autour du gouvernement de Djokhar Doudaïev.
L'assaut initial entraîne des pertes russes considérables et une démoralisation de leurs forces. Il faudra encore deux mois de violents combats et un changement de tactique avant que l'armée russe ne puisse capturer Grozny. La bataille cause d'énormes destructions et des pertes parmi la population civile et voit la plus lourde campagne de bombardements en Europe depuis la fin de la Seconde Guerre mondiale.

## Tactique

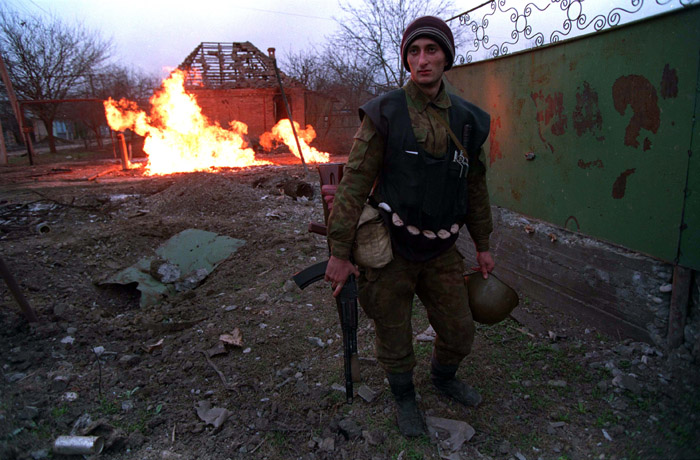
Un combattant indépendantiste tchétchène lors de la bataille de Grozny en janvier 1995.

Les unités tchétchènes sont divisées en groupes de combat composés d'une vingtaine de personnels, subdivisés en petite sous-sous-unité militaire d'infanterie de trois ou quatre personnes. Chaque équipe est composée d'un soldat équipé d'une arme antichar, généralement armé de RPG-7 ou de RPG-18 de fabrication russe, d'un mitrailleur et d'un fusilier. Pour détruire les véhicules blindés russes à Grozny, plusieurs équipes se sont coordonnées au niveau du sol, dans les seconds et troisièmes étages des immeubles et dans les sous-sols. Les tireurs d'élite et les mitrailleurs ont épinglé l'infanterie de soutien tandis que les artilleurs antichars engageaient n'importe quel véhicule blindé.
La plupart des combattants tchétchènes étaient des militaires irréguliers et des miliciens travaillant avec leur commandant (souvent un chef de guerre), compliquant une coordination efficace des combats pour le chef d'état-major de Grozny, le colonel Aslan Maskhadov. Les forces tchétchènes (y compris des volontaires étrangers, parmi lesquels un groupe de nationalistes ukrainiens) disposent d'armes lourdes limitées, dont une poignée de chars T-62 et T-72. La plupart des armes lourdes sont utilisées par les forces régulières.
Dans un premier temps, les Russes sont surpris et leurs colonnes blindées — destinées à prendre la ville sans difficulté — sont dévastées dans des combats rappelant ceux ayant eu lieu à Budapest exactement cinquante ans auparavant. Comme mesure à court terme, les Russes déploient des canons antiaériens automoteurs (ZSU-23-4 et 9K22 Toungouska) pour engager les groupes de combat tchétchènes car le canon principal des chars ne parvient pas à s'élever ou à s'abaisser suffisamment pour engager les petites unités militaire, et la mitrailleuse du véhicule blindé est incapable d'étouffer le feu de plusieurs équipes simultanées.
Finalement, les Russes décident de déployer davantage d'infanterie avec une tactique de percée très rude, d'affrontement de maison en maison à travers la ville avec une infanterie russe soutenant les blindés. Les Russes établissent des points tactiques, puis déplacent leurs blindés vers les Tchétchènes pour les attirer dans des embuscades. Semblables aux équipages de chars soviétiques lors de la bataille de Berlin en 1945, certains des blindés russes sont équipées de cages de treillis métalliques « pratiques sur le terrain » montées à environ 30 centimètres du blindage de la coque dans le but de vaincre les charges creuses des RPG tchétchènes,.

## La bataille

### Bombardements et prises de positions
Le 22 décembre 1994, à 5 heures du matin, le bombardement de Grozny débute, mais ce n'est que le 24 décembre que les troupes russes commencent à larguer des tracts avec des explications à la population. Au cours de ces bombardements, selon certains rapports (la Memorial Society, le militant des droits de l'homme S. Kovalev), plusieurs milliers de civils meurent ou sont blessés. L'aviation commence l'assaut depuis les aérodromes de Ieïsk, Krymsk, Mozdok et Boudionnovsk. En raison de conditions météorologiques défavorables, l'efficacité des opérations aériennes s'avère faible. Simultanément au début des frappes aériennes, l'artillerie ouvre le feu.
Un premier affrontement blindé se déroule entre le 24 et 28 décembre 1994 lors de la bataille de Khankala. Le village de Khankala dispose d'un aérodrome et constitue un point stratégique à l'est de Grozny coupant l'accès à Argoun. Après une brève contre-offensive tchétchènes, la position est contrôlée le 28 décembre par les troupes russes du groupe est.

### Assaut du Nouvel An
Les citoyens de la ville sont réveillés à 5 heures du matin, heure de Moscou, le soir du Nouvel An, sous un bombardement russe. Des bombes et des obus touchent des réservoirs de pétrole du côté ouest de la ville, créant une épaisse fumée noire. L'Institut du pétrole, au centre de la ville, est également incendié après avoir subi un bombardement aérien, créant davantage de fumée. Des brochures exhortant les Tchétchènes à se rendre sont larguées. Début décembre, le ministre russe de la Défense, le général Pavel Gratchiov, se vante de pouvoir s'emparer de Grozny en deux heures avec un seul régiment aéroporté. Avant la bataille, il déclare : 

« Il ne s'agit pas d'une agression au sens classique du terme. Que signifie un assaut contre une ville ? Cela signifie l'utilisation de toutes les forces et armes de l'arsenal du pays. Il s'agit avant tout d'une lourde préparation de plusieurs heures impliquant de nombreuses roquettes. Cela signifie de lourds bombardements sur toute la ville dans le but de neutraliser 60% des défenseurs et de démoraliser le reste des troupes. »

#### Plan et composition des forces fédérales russes
Le plan des forces fédérales russes est d'envahir la ville en trois colonnes : « groupe Nord », « groupe Ouest » et « groupe Est ».
En raison de la résistance lourde et mobile inattendue des Tchétchènes, cette tactique est modifiée pour une attaque en quatre colonnes :
- « Groupe Nord » (Север) — commandé par le général Konstantine Poulikovski[14]

Zone de rassemblement — dans les contreforts 3 à 5 km au-delà de l'aérodrome Severny (nord) à la périphérie nord de Grozny
Objectif — aérodrome Severny et palais présidentiel de Maskhadov
Itinéraire d'approche — rue Altayskaya jusqu'à l'autoroute Staropromishlovskoye jusqu'à la rue Mayakovskogo (pour la 131e brigade) ; rues Khmel'nitzkogo à Pervomayskaya à Ordzhonikidze (81e régiment), avec les deux unités convergeant dans la zone palais / gare de l'est de Zavodskoy Rayon (banlieue industrielle)
81e régiment de fusiliers motorisés de Samara (1er et 2e bataillons ; commandant : sous-colonels de la Garde Perepelkine et Shilovsky), 90e division de chars de la Garde (commandant : colonel Yaroslavetz ; chef d'état-major : colonel Bourlakov)
3e bataillon, 6e régiment de chars de la Garde, commandant de la Garde : major Zakhryapine
7e compagnie de chars, commandant de la Garde : lieutenant Kovdrya
8e compagnie de chars, commandant de la Garde : capitaine Vechkanov
9e compagnie de chars, commandant de la Garde : capitaine Batretdinov
Personnel et équipement : 157 officiers et 1 174 enrôlés, 96 BMP, 2 véhicules de dépannage BREM-1, 4 véhicules pontons, 5 BRM-1K, 4 BRDM-2, 31 chars T-80BV, 4 véhicules Toungouska et 24 canons. Avec l'invasion de l'Afghanistan, le régiment était à mi-effectif et manquait de fusiliers. Un tiers de leurs officiers et la moitié du personnel enrôlé étaient de réserve avec peu de formation pour l'opération.
Éléments de la 131e brigade de fusiliers motorisés de Maïkop (1er et 2e bataillons ; commandant : colonel Ivan Savine)
Personnel et équipement : 1 469 officiers et hommes de troupe, 42 BMP, 20 chars et 16 canons
276e régiment de fusiliers motorisés ; commandant : colonel Bounine
Personnel et matériel : 1 297 officiers et enrôlés, 73 BMP, 31 chars, 24 canons
- « Groupe Ouest » (Запад) — commandé par le général Ivan Babitchev

Objectifs — approche de l'autoroute M-29 vers la ville, « parc Lénine » et gare centrale de Grozny
Itinéraires d'approche — rue Industrialnaya dans la rue Mayakovskogo
693e régiment de fusiliers motorisés
503e régiment de fusiliers motorisés
237e régiment de parachutistes
- « Groupe Nord-Est » (Северо-Восток) — commandé par le général Lev Rokhline

Objectif — complexe Hospitalier Central
Itinéraires d'approche — autoroute Petropavlovskoïe
255e régiment de fusiliers motorisés de la Garde
74e brigade indépendante de fusiliers motorisés
33e régiment de fusiliers motorisés
- « Groupe Est » (Восток) — commandé par le général de division Nikolaï Staskov

Objectifs — aéroport de Grozny et les jonctions d'autoroute R-305/R-306
Itinéraires d'approche — rue Gudermesskaya et rue Khankal'skaya
129e régiment de fusiliers motorisés de la Garde
133e bataillon de chars indépendant de la Garde
98e régiment de parachutistes de la Garde

#### Avance russe

Carte montrant les itinéraires d'attaque de l'armée russe à Grozny.

Les colonnes blindées russes envahissant Grozny le 31 décembre 1994 ont été fusionnées à partir de diverses unités de l'armée, y compris des conscrits non entraînés. Les colonnes de la force visent à fournir une puissance de feu brutale, dans l'espoir d'intimider les Tchétchènes par l'ampleur de l'opération blindée. Cependant, toutes les unités blindées et mécanisées manquent de personnel et de formation. Bien que les forces russes bénéficient de la supériorité aérienne, les conditions météorologiques empêchent les Russes d'utiliser efficacement leurs munitions à guidage de précision. Les troupes en progression ne sont soutenues que par des hélicoptères d'attaque Mi-24, le groupe Est perdant à lui seul cinq véhicules en raison d'un incident de tir ami par l'air russe. La veille, l'armée de l'air russe a bombardé des villageois voisins, y compris des anti-Doudaïev et des pro-russes. Simultanément, Moscou affirme invraisemblablement que les Tchétchènes ont fait sauter des bâtiments à Grozny pour simuler des dommages causés par les bombes par des avions de combat russes. Depuis le sol, les troupes d'assaut sont appuyées par des centaines de pièces d'artillerie positionnées sur les collines près de Grozny, y compris des batteries d'artillerie de roquettes telles que les BM-27 Ouragan et BM-21 Grad.
Le plan consiste à déployer quatre colonnes blindées russes qui reçoivent l'ordre de se déplacer pour une attaque soudaine et coordonnée et, après avoir vaincu tous les défenseurs, doivent se rencontrer autour du palais présidentiel au centre de la ville. La clé de la réussite de cette mission est l'arrivée simultanée des quatre colonnes au centre de la ville. Cependant, la 19e division de fusiliers motorisés (DFM) du général de division Babitchev arrive en retard au groupe Ouest et la colonne embouteillée peut à peine bouger, à cela s'ajoute des rapports contestés de tirs d'artillerie amis. À l'est, les unités de la 104e division aéroportée du général de division Vadime Orlov n'ont pas rejoint le 129e régiment de fusiliers motorisés (RFM) depuis le district militaire de Léningrad après s'être déplacées sur Grozny. Ceux-ci ont ensuite été touchées par des tirs d'artillerie amis, le régiment se repliant finalement le lendemain sans accomplissant majeur. Les forces du lieutenant-général Lev Rokhline du 8e corps de la ville de Volgograd (anciennement Stalingrad) attaquent les Tchétchènes par le nord.
Suivant leur plan, le commandement tchétchène concentre la plupart de ses forces régulières contre la force d'assaut principale russe commandée par le lieutenant-général Anatoli Kvachnine. La force comprend la 131e brigade de fusiliers motorisés et le 81e régiment de fusiliers motorisés de la Garde de la ville de Samara. L'objectif de la 131e brigade est de se déplacer dans la ville du nord à l'aube vers la gare. Sur le flanc gauche de la brigade, le 81e régiment descend la rue Pervomaiskaya.

#### Rue Pervomaiskaya Ulitsa
L'un des deux groupes d'assaut du 81e régiment se dirige vers la rue Pervomaiskaya, s'étendant le long de la route sur un mile. Ils sont retardés pendant que le détachement avancé doit désamorcer des charges sur le pont traversant la rivière Neftyanka le long de leur route. La première victime est un char T-72 attaché au peloton de reconnaissance au carrefour des rues Mayakovskogo et Khmel'nitzkogo, juste avant la rue Pervomaiskaya, le tireur et le chauffeur étant tués par plusieurs coups de RPG et la détonation de ses munitions internes ; le commandant survivra. Des tirs d'armes légères sont également reçus et l'un des véhicules de reconnaissance est neutralisé. Un autre est attaqué depuis le bâtiment de l'école au début de la rue Pervomaiskaya, tandis qu'un troisième véhicule de reconnaissance est abandonné.
Alors que le peloton de reconnaissance se retire dans la colonne, les soldats font face à une situation confuse. Suivis par un camion, ils hésitent à faire feu car ceux-ci ont seulement reçu l'ordre de riposter. Cependant, face à l'arrivée du véhicule à grande vitesse, celui-ci est détruit par un Toungouska. L'énorme détonation qui suivra indique qu'il s'agissait d'un camion piégé. L'artillerie d'accompagnement tire ensuite dans la zone autour du bâtiment de l'école pendant environ 45 minutes, et tous les tirs ennemis ont cessé.
À 14 heures, le groupe d'assaut de tête atteint l'objectif de la rue Mayakovskogo. Cependant, alors que le premier échelon effectue des tirs d'artillerie, les véhicules du 1er échelon (81e régiment) sont à l'arrêt, ce qui amene les véhicules de tête du deuxième échelon (131e brigade) à se mêler à eux en raison de au manque de coordination. Ce manque d'expérience, y compris de la part des conducteurs de véhicules individuels, provoque un embouteillage considérable au carrefour Mayakovskogo et Khmelnitzkogo pendant une bonne heure. Cependant, cette intersection représente l'objectif du premier jour d'opération, et les deux commandants de bataillon préparent leur commandement pour une position défensive de nuit.
Soudain, Poulikovsky leur ordonne de reprendre l'avance. Le capitaine Arkhangelov, adjoint du 81e régiment pour l'entraînement avec la 1re compagnie, 1er bataillon de fusiliers motorisés, signale l'indicatif d'appel « Mramor » leur ordonnant d'avancer dans la ville. Rétrospectivement, certains soldats de campagne pensent que cet indicatif d'appel appartient au général Leonti Tchevtsov, chef d'état-major du Groupe combiné des forces en république tchétchène.
À ce stade, l'avant-garde du groupe Nord atteint son objectif de « premier jour d'opération », et les colonnes des deux bataillons du 81e régiment se disposent en position défensive. L'artillerie de soutien est chargée de tirer sur les citoyens défenseurs.
Les Russes ne disposent d'aucun plan opérationnel pour une avance imprévue ce jour-là. Après l'ordre « Mramor » indiquant la poursuite de l'avancée vers le palais présidentiel, la colonne qui avance est rapidement bloquée, ajoutant de la confusion persistante du fiasco de l'intersection Mayakovskogo et Khmelnitzkogo. Les éléments du 1er bataillon partent les premiers, mais, avec eux, des éléments du 2e bataillon et quelques véhicules des sous-unités de soutien. Pendant ce temps, davantage de véhicules arrivent à l'intersection, principalement des détachements errants laissés pour garder la route plus tôt, y compris des véhicules isolés récupérés après des pannes.
L'embouteillage est exacerbé par les éléments du 255e régiment de fusiliers motorisés de la Garde arrivant en tant que deuxième échelon du groupe Nord. Cela soutient la décision du premier échelon de recommencer le mouvement. Le 255e rejoint alors le complexe hospitalier central à l'est du chemin de fer central.

#### Places de Dzerjinski et d'Ordjonikidzé
De l'intersection Mayakovskogo et à celle de Khmelnitzkogo, le 1er bataillon avance vers la place Dzerzhinskogo via la rue Dzerzhinskogo. L'unité utilise également des rues parallèles pour tenter de réduire la congestion dans la colonne. Des éléments ponctuels atteignent la gare juste après midi. Cette colonne comprend la 3e compagnie du 1er bataillon du colonel Perepelkine. Ils sont rejoints par la 4e compagnie du 2e bataillon et la 7e compagnie de chars. Sur la place Dzerzhinskogo, la 7e compagnie est chargée de garder le pont depuis la rue Krasnikh Frontovikov. Cette colonne comprend environ 40 BMP, 9 à 12 chars et au moins un véhicule antiaérien.
De ce poste, la colonne tente d'atteindre la place Ordzhonikidze, mais subit un feu intense des Tchétchènes. Le colonel Yaroslavtzev, commandant le 81e régiment, ordonne à toutes les unités de retourner sur la place Dzerzhinskogo avant le coucher du soleil. Toutes les unités de la place Ordzhonikidze reçoivent des tirs de tous types d'armes provenant de différentes directions, mettant plusieurs véhicules étant hors de combat, y compris des chars. Les signaux radio du régiment et du bataillon sont « brouillés », et provoque un déplacement des deux commandants de bataillon sur la place pour déployer leurs véhicules et coordonner les tirs défensifs.
Alors que les véhicules ponctuels russes atteignent le palais présidentiel, ils sont pris en embuscade par des tirs nourris d'armes légères tchétchènes et de roquettes depuis les toits et les sous-sols le long de la rue. L'embuscade tchétchène canalise les colonnes blindées russes, puis les artilleurs RPG neutralisent les premier et dernier véhicules de la ligne pour piéger le reste des bataillons au milieu. Relativement inutiles en combat urbain par rapport aux combattants débarqués, les chars russes sont incapables d'élever leurs canons suffisamment haut pour engager les étages supérieurs de nombreux bâtiments, ou suffisamment bas pour faire feu dans les sous-sols.
Le commandant adjoint de la brigade, le colonel Stankevitch, prend le commandement du plus important groupe, la plupart des survivants d'un régiment après la perte de la majeure partie de leur l'unité. Rejoints par quelques parachutistes, ils parviennent à riposter jusqu'aux lignes russes. Après avoir anéanti la majeure partie de la 81e, les Tchétchènes cherchent des armes et des munitions auprès des Russes. Le soir, les Russes se rassemblent dans le centre de Grozny autour du marché principal de la ville, puis se dirigent vers la gare principale[pas clair].

#### Gare centrale

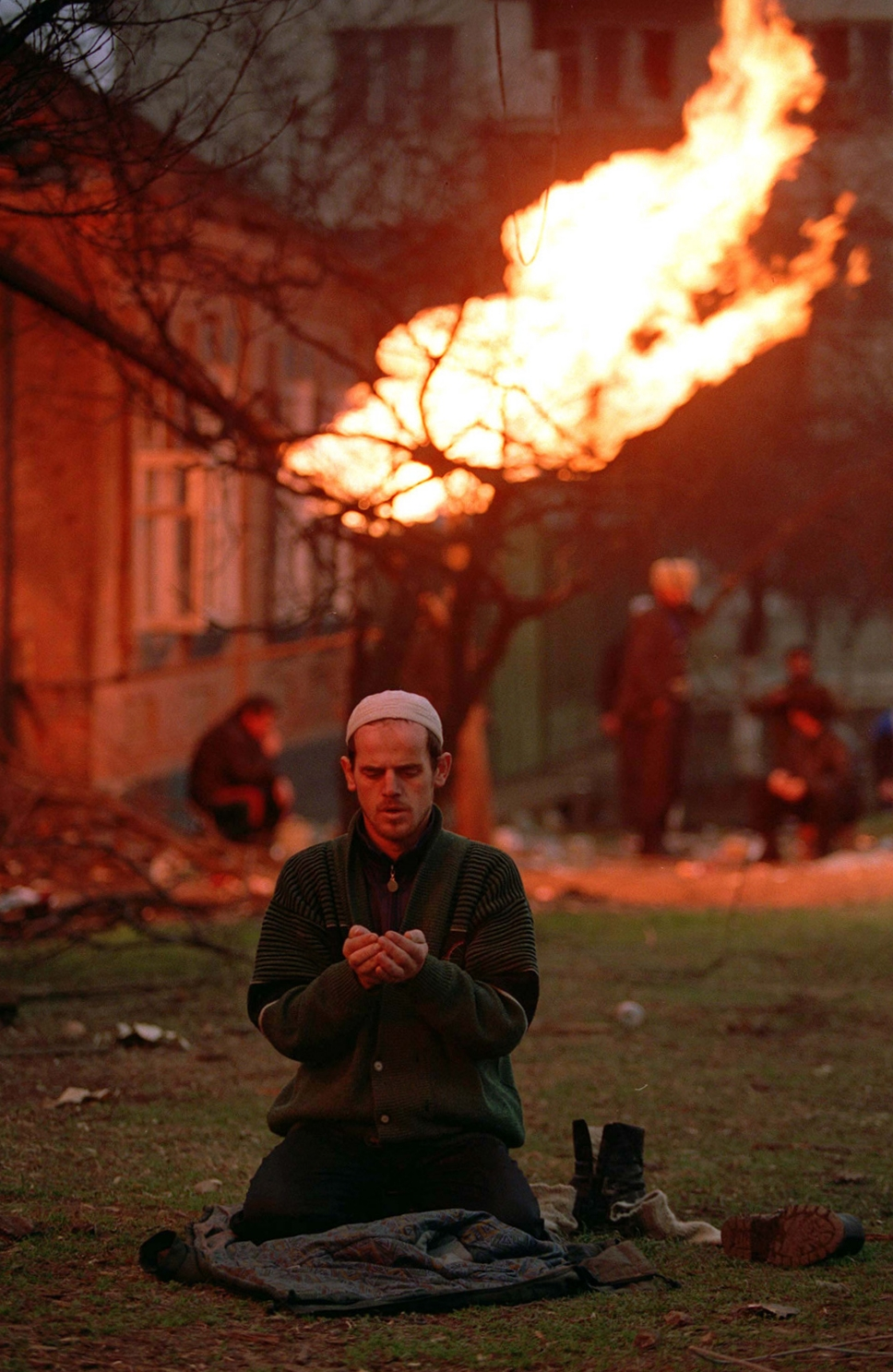
Un civil tchétchène effectue une invocation (dou'a) pendant la bataille de Grozny en janvier 1995. Les flammes en arrière-plan proviennent d'un gazoduc touché par des éclats d'obus.

En milieu d'après-midi, le 1er bataillon de la 131e brigade occupe la gare. En raison du black-out radio, les soldats ne sont pas au courant de la situation du 81e régiment de fusiliers motorisés de la Garde. Ils se sont séparés du 2e bataillon de la gare de fret à l'ouest et du 3e bataillon à la périphérie de la ville. L'unité gare ses chars et ses véhicules blindés de transport de troupes autour de la station pour attendre les ordres, date à laquelle le ministre tchétchène de la sécurité Tourpal-Ali Atgerïev, qui a servi avant la guerre aux côtés du commandant russe, le colonel Ivan Savine, s’inquiète de l'effusion de sang entre les deux parties. Atgeriyev adresse alors un appel désespéré à Savine (surnommé « Alik » par Atgeriyev lors de la brève communication), proposant une négociation pour « retirer ses hommes et vienne à lui en tant qu'invité », un offre que ce dernier n'a eu d'autre choix que de rejeter faute d'autorisation suffisante pour appeler à un cessez-le-feu. Peu de temps après, les défenseurs tchétchènes des bâtiments du dépôt, de la poste et du bâtiment de cinq étages entourant la gare ouvrent le feu à l'aide d'armes automatiques et canons antichars dévastateurs. Les soldats russes survivants n'ont d'autres choix que de s'abriter à l'intérieur de la gare, les Tchétchènes achevant leur embuscade en y mettant le feu. Le colonel Savine demande de l'aide par radio en demandant des tirs d'artillerie de soutien, qui n'arrivera jamais.
La plupart des appels de détresse de la 131e brigade demeurent sans réponse. Les 2e et 3e bataillons de la brigade répondent à l'appel à l'aide, mais sont pris dans des embuscades avant d'atteindre la station. Les deux bataillons reçoivent alors l'ordre de rester à l'écart du palais présidentiel ; à cela s'ajoute la destruction de véhicules lors d'embuscades lors du passage de colonnes blindées dans des ruelles de la ville. Alors qu'un petit élément du 503e régiment de fusiliers motorisés reçoit l'ordre de se déplacer aux premières heures de la journée, ceux-ci sont immédiatement accueillis par des tirs amis des autres forces russes embourbées sous un feu nourri ; l'affrontement dura environ six heures (il y eut beaucoup d'autres incidents de ce genre, dont certains organisés par les Tchétchènes). Le 8e corps atteint le centre-ville par le nord, mais échoue à sauver les unités tombées dans l'embuscade. Aucun renfort russe n'atteindra la gare.
Au coucher du soleil, le colonel Savine décide d'évacuer les blessés via le seul véhicule blindé de transport de troupes en état de marche. Après avoir chargé quarante soldats blessés, le véhicule blindé de transport de troupes se déplace dans la mauvaise direction (vers le centre de la ville). Il fait finalement demi-tour pour battre en retraite le long de la même route, mais est pris en embuscade par des artilleurs antichars tchétchènes ; treize membres de l'équipage et des passagers survivent et sont faits prisonniers. Le 2 janvier, le colonel Savine et ses officiers restants abandonnent la gare et découvrent des véhicules blindés de transport de troupes russes abandonnés. En tentant de s'échapper, ils sont attaqués par des combattants tchétchènes. Savine meurt en pleine rue par un éclat d'obus à côté d'un véhicule accidenté. Au 3 janvier, la 131e brigade dénombre près de 789 hommes tués (75 autres capturés et seulement 160 étant en sécurité), dont la quasi-totalité de leurs officiers. De plus, 20 des 26 chars et 102 des 120 autres véhicules blindés ont été perdus. La totalité de la brigade Maikop de plus de 1 000 hommes a été anéantie en soixante heures.
Au cours de cette débâcle, le général Gratchev proclame « tout le centre-ville et plusieurs quartiers de la ville et de sa périphérie sont sous le contrôle total des forces russes ».

#### Résumé de la bataille du Nouvel An
La bataille du Nouvel An fut dévastatrice pour les Russes ; la première colonne blindée russe a perdu 105 de ses 120 chars et véhicules blindés de transport de troupes. L'ensemble du 1er bataillon de la brigade Maikop, plus de la moitié du 81e régiment et des centaines d'hommes des unités restantes sont morts. Un officier de haut rang de l'état-major russe déclare : « Le 2 janvier, nous avons perdu le contact avec nos unités avancées ». Selon Maskhadov, quelque 400 chars et véhicules blindés de transport de troupes russes ont été détruits. Le général russe Alexandre Galkine signale 225 véhicules blindés comme perdus au combat ou irréparables au cours du premier mois et demi de l'invasion, dont 62 chars.
La plupart des forces spéciales russes se sont rendues aux Tchétchènes « après avoir erré désespérément pendant trois jours sans nourriture, sans aucune idée claire des tâches à effectuer ». Après son retour de captivité, un lieutenant-colonel russe déclare que « le seul ordre était d'aller de l'avant, sans explication sur les objectifs à réaliser, où ils devaient aller et qui ils devaient capturer ».
Les prisonniers russes ignorent pourquoi ils étaient là ; certains ont reçu l'ordre de « protéger les routes », tandis que d'autres ont demandé aux journalistes « qui affronte qui ». Après la diffusion à la télévision de soldats russes capturés, les mères de certains se sont rendues à Grozny pour négocier la libération de leurs fils. Ces négociations ont eu lieu au centre de la ville sans impliquer des agents du gouvernement russe et sous le bombardement de l'artillerie russe ; certains des prisonniers ont été libérés sur la promesse de ne plus jamais combattre les Tchétchènes.
Inconnu des Russes et avant l'invasion du Nouvel An, le président tchétchène Djokhar Doudaïev déplace son quartier général à Chali, à 25 kilomètres au sud de Grozny. Les forces russes battent en retraite, abandonnant de nombreux soldats. Le moral est tombé si bas que des unités du ministère de l'Intérieur et des forces de l'OMON présents à l'extérieur de la ville ont fait désertion. Plusieurs commandants russes ont été limogés pour leur réticence à attaquer leurs citoyens voisins.

### Opérations dans la région de Grozny après la bataille du Nouvel An
Dans les premiers jours de janvier, les forces tchétchènes ne s'occupant pas des restes des unités russes détruites contre-attaquent contre le groupe d'armées du général Rokhline de quelque 5 000 hommes (maintenant retranché à la hâte dans le nord en tant que seules forces russes organisées à Grozny à l'époque), essayant en vain de les chasser de la ville.
Les 4 et 5 janvier, les Tchétchènes commencent à se retirer dans les villages au sud de Grozny avec les véhicules de combat dont ils disposent. Ces convois sont bombardés par des attaques aériennes russes. Bien que les Tchétchènes battent en retraite, ils contrôlent toujours une grande partie du centre de la ville. Des renforts des deux côtés sont déployés, y compris des volontaires tchétchènes des villages à l'extérieur de Grozny et de l'infanterie navale russe.
Les Russes bombardent Grozny avec des tirs d'artillerie, de chars et de roquettes alors que le reste de la bataille est centré sur de nouvelles tactiques dans lesquelles les Russes procèdent à la destruction de la ville bloc par bloc. Des obus au phosphore blanc et des roquettes explosives air-carburant Shmel sont utilisés par les forces russes. Ils enverront alors de petits groupes d'hommes parfois dirigés par des forces spéciales, utilisant efficacement des équipes de tireurs d'élite. Deux longues semaines de combats acharnés et coûteux s'ensuivront alors que les Russes se déplacent pour prendre le palais présidentiel.

#### Palais présidentiel

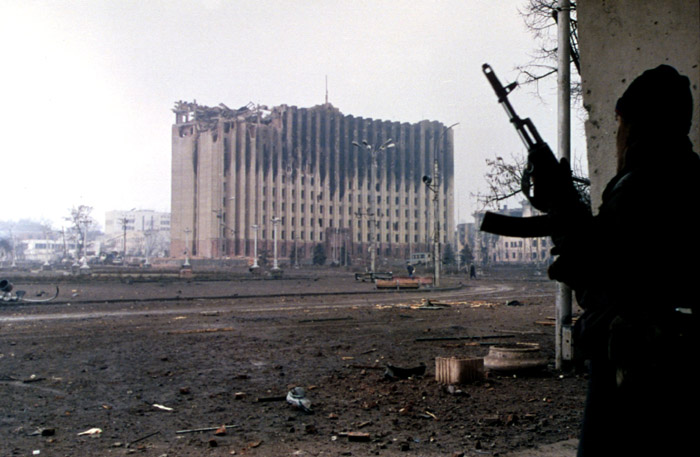
Combattant indépendantiste tchétchène se tenant à proximité du palais présidentiel endommagé, en janvier 1995.

Le 7 janvier, pendant Noël orthodoxe, les Russes concentrent leur assaut sur le palais présidentiel de Grozny, une grande structure en béton construite à l'époque soviétique comme siège du parti communiste tchétchène local, qui comprenand un abri anti-aérien au sous-sol. Le bâtiment est défendu par 350 combattants tchétchènes à plein temps et environ 150 miliciens à temps partiel.
Les Russes lancent de lourdes salves d'artillerie et de roquettes Grad, mettant le feu aux bâtiments et à la raffinerie de pétrole. Les Tchétchènes parviennent à retenir l'adversaire, malgré le feu ravageant les étages supérieurs du bâtiment. Le général de division russe Viktor Vorobyov est tué par un obus de mortier le même jour, devenant le premier d'une longue liste de généraux russes tués au combat en Tchétchénie.
Le 9 janvier, les Russes déclarent un cessez-le-feu qui s'avérera être un mensonge. Deux heures après le début du cessez-le-feu, le 10 janvier, les Russes lancent un bombardement intensif du palais présidentiel et parviennent à positionner trois chars autour du bâtiment, tirant à bout portant. Vers la mi-janvier, de violents combats ont lieu à moins de 100 à 200 mètres du palais. Alors que la résistance tchétchène tombe à court de munitions, de nourriture et d'eau, la résistance s'avère de plus en plus difficile pour eux.
Le 18 janvier, les forces russes lancent une attaque aérienne et d'artillerie massive ; selon une estimation tchétchène, les roquettes frappent le palais à raison d'une par seconde. L'avion d'appui aérien rapproché Sukhoi Su-25 largue deux bunkers buster dans le palais. Les bombes pénètrent à travers les 11 étages et tombent dans le bunker renforcé sous le bâtiment ; l'un atterrit à 20 mètres du QG du général Maskhadov, mais n'explose pas. Avant minuit, le commandement tchétchène quitte le palais en trois groupes, Maskhadov étant parmi les derniers à partir. Ces groupes se retirent dans un hôpital du côté sud de la rivière Sounja, tandis que des hélicoptères russes survolent la ville appelant les Tchétchènes à se rendre sans délais.

#### Sud de Grozny
Pendant les deux jours suivants, les Russes stoppent leurs bombardements pour ramasser les morts et les blessés dans les rues. Le président russe Boris Eltsine déclare prématurément que la « phase militaire de l'opération » est terminée. Le général Lev Rokhline, le commandant de l'unité qui s'est emparé du palais, se voit proposer une décoration de l'ordre de héros de la fédération de Russie, mais refuse car d'après lui, il ne voit rien de glorieux à « mener une guerre sur ma propre terre ».
Après avoir perdu tant d'hommes lors de la prise de la partie nord de Grozny, les Russes ont fortement concentré leur artillerie sur la moitié sud, tirant plus de 30 000 obus chaque jour. Pendant un certain temps, aucun combat rapproché n'a lieu, les Tchétchènes utilisant principalement des fusils de précision. Après avoir fait sauter la plupart des ponts, les Tchétchènes utilisent la rivière Sounja comme ligne de front nouvellement établie, car la totalité de la ville (excepté la partie sud de Grozny) est désormais sous contrôle russe. La ville, cependant, ne sera complètement bouclée que le 22 février 1995 et les Tchétchènes ont régulièrement réapprovisionné leurs forces par le couloir de Chali.
Finalement, les Russes parviennent à avancer à moins de 200 mètres du QG de Maskhadov. Bien qu'ayant jeté toutes ses forces disponibles contre l'adversaire, y compris les trois chars restants, il échoue à arrêter l'offensive. C'est à ce moment-là que Maskhadov décide de se retirer, abandonnant les positions le long de la Sounja pour se replier sur la troisième ligne de défense le long des crêtes montagneuses qui longent Grozny.

#### Périphérie sud et nettoyage de la zone
Le 25 janvier 1995, le dirigeant tchétchène Djokhar Doudaïev déclare qu'aucun prisonnier de guerre russe ne sera libéré tant qu'un cessez-le-feu n'aura pas été signé. Le 8 février, une trêve est annoncée et la plupart des forces tchétchènes restantes, y compris leur équipement lourd, se retirent de la ville dévastée. Ils déménagent leur quartier général dans la ville de Novogroznensk, la première de plusieurs capitales temporaires à suivre.
Le 13 février 1995, les forces russes et tchétchènes concluent un autre accord de cessez-le-feu limitant l'utilisation d'armes lourdes, couvrant l'utilisation de l'aviation, de l'artillerie et des mortiers (cependant, les Russes reviendront aux attaques d'artillerie et d'aviation à grande échelle en Tchétchénie une semaine plus tard, le 21 février). À l'approche de la fin février, Chamil Bassaïev et ses hommes en sont réduits à utiliser des tactiques du hit-and-run à petite échelle jusqu'à ce qu'ils se retirent finalement le 6 mars.

## Pertes

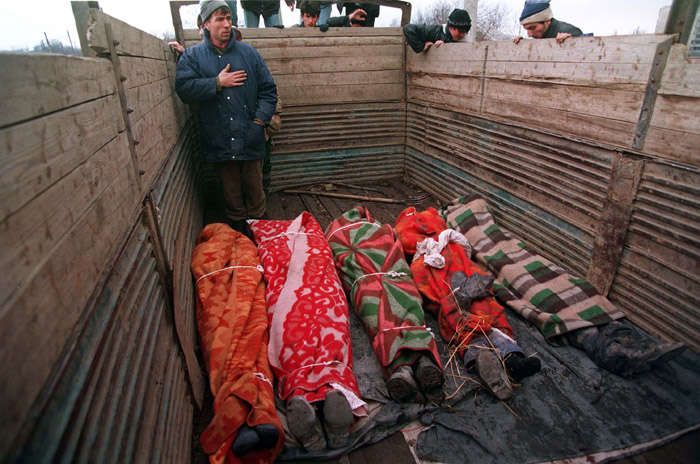
Tchétchènes tués par les forces russes à Grozny.

Les pertes militaires sont inconnues, mais on estime qu'elles se chiffrent en milliers de tués et de blessés des deux côtés. Les chiffres officiellement publiés sur les pertes russes sont de 1 376 tués au combat et de 408 disparus au combat, mais le chiffre réel pourrait être plus élevé.

Parmi les victimes civiles, Sergueï Kovalev, le commissaire de la Douma russe aux droits de l'homme, et l'assistant du président russe Boris Eltsine pour les droits de l'homme, qui s'étaient trouvés à Grozny pendant une partie des combats, estiment à 27 000 le nombre de personnes, dont beaucoup d'ethnies Russes, morts en cinq semaines de combats, soit environ 6 % de la population,. Selon la World Peace Foundation de l'université Tufts : 

« Des sources estiment qu'un grand pourcentage de civils tués [pendant la première guerre de Tchétchénie] se sont produits lors de l'invasion de Grozny entre décembre 1994 et mars 1995. Depuis le début de l'invasion jusqu'à la mi-février, les estimations des décès s'étalent de 25 000 à 30 000 morts parmi les civils. Cette fourchette indique que la majorité des civils tués dans toute la guerre se sont produits au cours d'une simple fenêtre de quatre mois. Sur les 25 000 morts estimés lors de l'invasion de Grozny, on estime que 18 000 ont été tués à la mi-janvier. Selon le général Doudaïev, le premier président de la république tchétchène, 85% des civils tués lors de l'invasion (environ 25 500) étaient des Russes de souche, les Tchétchènes ayant été les premiers à évacuer la capitale ; cette estimation est proche du chiffre avancé par le militant russe des droits de l'homme Sergueï Kovalev, qui estime le nombre de morts de souche russe à 24 000. »

Anatol Lieven, qui était également à Grozny pendant la bataille, estime dans son livre Chechnya: Tombstone of Russian Power environ 5 000 civils tués, et quelque 500 autres tués par les raids aériens russes avant la bataille.
Un rapport de Human Rights Watch dénonce les bombardements et les bombardements aveugles des forces russes contre les populations civiles, le ciblage constant des populations civiles par les forces terrestres et la destruction de trois hôpitaux, d'un orphelinat et de nombreux marchés. HRW estime qu'au moins 350 000 personnes ont été contraintes de fuir la région en raison du conflit.
Des observateurs internationaux de l'Organisation pour la sécurité et la coopération en Europe ont qualifié les scènes de « catastrophe inimaginable », tandis que le chancelier allemand Helmut Kohl a qualifié les événements de « pure folie ».